# Chirich
Chirich (Scirihts) Božanstvo kojota, Chirich, figura je prevaranta iz mitologije Arikara. Pametan je, ali bezobziran, i uvijek uvlači sebe i ljude oko sebe u nevolje, osobito društveno neprikladnim ponašanjem poput pohlepe, hvalisavosti, laganja i jurnjave za ženama. Poput modernih likova iz crtića, Chirich često umire tijekom svojih avantura i nasumično se vraća u život- nemoguće je doista zauvijek riješiti se tog prevaranta. Priče o njemu su često duhovite prirode, ali mogu biti i priče upozorenja o posljedicama lošeg ponašanja i opasnostima interakcije s neodgovornim ljudima.